# Bertram Weiler

Bertram Weiler

Bertram Weiler (* 3. November 1898 in Köln; † 1. Februar 1972 ebenda) war ein deutscher Politiker (NSDAP).

## Biografie
Weiler besuchte in Köln zunächst die Volksschule und danach die Handelsschule. Er absolvierte eine kaufmännische Lehre und befand sich von 1915 bis 1918 als Soldat im Ersten Weltkrieg. Aufgrund einer Kriegsverletzung wurde er 1919 aus dem Dienst entlassen und war danach als Büroangestellter tätig. Ab 1920 befand er sich in der Kriegsopferversorgung.
Weiler trat 1925 der NSDAP bei und wurde 1930 Parteiredner. Im November 1930 war er an der Gründung der NS-Kriegsopferversorgung (NSKOV) im Rheinland beteiligt. Im Frühjahr 1931 wurde er wegen seines NS-Engagements arbeitslos. Von 1932 bis 1933 war er Landesobmann der NSKOV für Rheinland-Westfalen und am 12. März 1933 wurde er Stadtverordneter in Köln. Im Juni 1933 wurde er Reichsorganisations- und Propagandaleiter der NSKOV. Im November 1933 zog er für den Wahlkreis 29 in den nationalsozialistischen Reichstag ein. Er legte sein Reichstagsmandat und alle seine Parteiämter am 13. Dezember 1933 nieder und zog sich zurück. Er starb 1972 in Köln.